# Prosopocera peregrina
Prosopocera peregrina är en skalbaggsart som beskrevs av Hintz 1911. Prosopocera peregrina ingår i släktet Prosopocera och familjen långhorningar. Inga underarter finns listade i Catalogue of Life.